# Mistrzostwa Polski w Kombinacji Norweskiej 1925
Mistrzostwa Polski w Kombinacji Norweskiej 1925 – 6. w historii zawody o mistrzostwo Polski w kombinacji norweskiej, które odbyły się 31 stycznia i 1 lutego 1925 roku w Krynicy.
Rywalizacja składała się z biegu na 15 kilometrów i 1 skoku na krynickiej skoczni na Górze Krzyżowej. Na podium zawodów stanęło 3 zawodników reprezentujących kluby z Zakopanego – SNPTT Zakopane (1. i 3. miejsce) oraz Sokół Zakopane (2. pozycja), a najlepszy zawodnik spoza tego miasta zajął 5. miejsce (Szczepan Witkowski z Czarnych Lwów). Złoty medal zdobył Henryk Mückenbrunn, srebrny Aleksander Rozmus, a brązowy Władysław Gąsienica. W sumie wystartowało 15 sportowców

## Wyniki konkursu
Źródła:
| Miejsce | Zawodnik                    | Klub           | Punkty |
| ------- | --------------------------- | -------------- | ------ |
| 1.      | Henryk Mückenbrunn          | SNPTT Zakopane | 16,865 |
| 2.      | Aleksander Rozmus           | Sokół Zakopane | 14,771 |
| 3.      | Władysław Gąsienica         | SNPTT Zakopane | 13,542 |
| 4.      | Józef Bujak                 | SNPTT Zakopane | 12,813 |
| 5.      | Szczepan Witkowski          | Czarni Lwów    | 12,511 |
| 6.      | Stanisław Gąsienica-Sieczka | Sokół Zakopane | 12,375 |
| 7.      | Stanisław Zaydel            | SNPTT Zakopane | 12,239 |
| 8.      | Władysław Czech             | SNPTT Zakopane | 11,167 |
| 9.      | Stanisław Tesseyre          | KTN Lwów       | 9,771  |
| 10.     | Jerzy Rzepecki              | Pogoń Lwów     | 7,708  |
| 11.     | Ludwik Trzciński            | TTN Kraków     | 6,479  |
| 12.     | Stanisław Mietelski         | SNPTT Zakopane | 5,583  |
| 13.     | Władysław Galica            | AZS Kraków     | 3,521  |
| 14.     | Edward Litwin               | TTN Kraków     | 3,438  |
| 15.     | Bohdan Stećkow              | Czarni Lwów    | 2,021  |